# أدوار (واد ملحة)
أدوار هي إحدى مشيخات المملكة المغربية، تتبع جغرافيا لإقليم شفشاون وإداريًا لواد ملحة. يقدر عدد سكانها بـ 3371 نسمة حسب الإحصاء الرسمي للسكان والسكنى لسنة 2004.